# 夜の乗客
「夜の乗客」（よるのじょうかく）は、テレサ・テンの日本での5枚目のシングル曲である。1975年7月1日にポリドール・レコード（レコード品番：DR 1944）からLP盤形式でリリースされた。また、テレサ自身によって、「今夜想起你」というタイトルで中国語版としてもカバーされた。

## 概要
山上路夫が作詞、井上忠夫が作曲、佐々木幸男がプロデューサー、武藤義がジャケット撮影を務めている。演奏はケニー・ウッド・オーケストラが担当。

## 収録曲
（全作詞：山上路夫、作曲：井上忠夫、編曲：森岡賢一郎）
1. 夜の乗客 [3:48]
2. 暗くなるまで [2:42]